# Bonatea funerea
Bonatea funerea là một loài bướm đêm trong họ Geometridae.